# Gaertnera edentata
Gaertnera edentata är en måreväxtart som beskrevs av Wenceslas Bojer. Gaertnera edentata ingår i släktet Gaertnera och familjen måreväxter.
Artens utbredningsområde är Mauritius. Inga underarter finns listade i Catalogue of Life.